# Roger Prat
Roger Prat, né le 13 juin 1909 à Bannalec (Finistère) et mort le 30 avril 1997 à La Verrière (Yvelines), est un homme politique français. 

## Biographie
Roger Prat est instituteur, adepte de la méthode Freinet. Conseiller général du canton de Morlaix (1964-1976), député du Parti socialiste unifié (PSU) en 1967-1968, il participe à la victoire municipale de la gauche à Morlaix en 1971 et devient maire-adjoint chargé des Finances (1971-1977). Il fut l'un des leaders du PSU en Bretagne, mais n'a jamais été adhérent du Parti socialiste par la suite.

## Mandats
- Député : 1967-1968
- Conseiller général du canton de Morlaix de 1964 à 1976